# Adalbertstraße 49 (München)

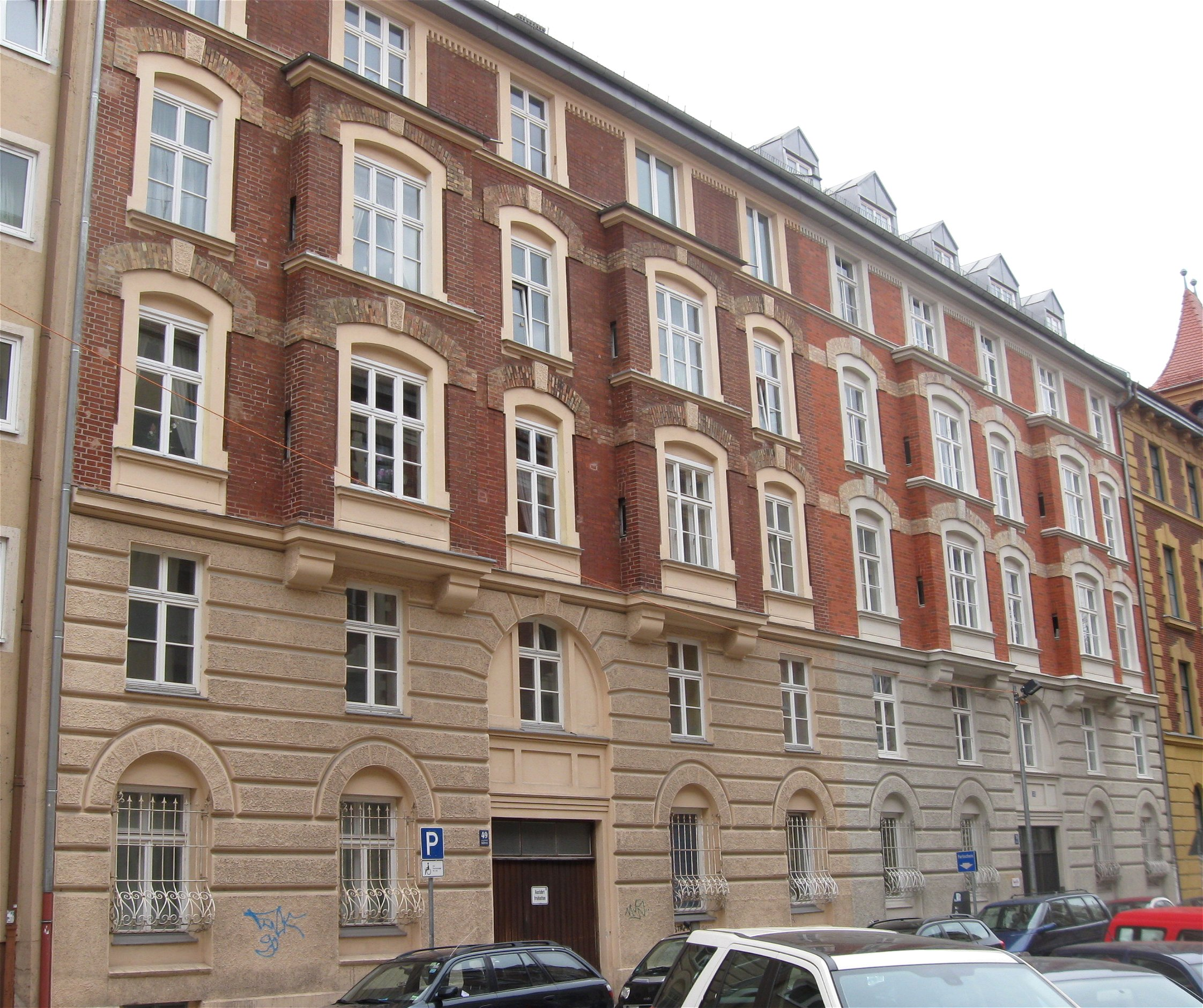
Häuser Adalbertstraße 49 und 51 in München

Das Gebäude Adalbertstraße 49 im Stadtteil Maxvorstadt der bayerischen Landeshauptstadt München ist ein geschütztes Baudenkmal.
Das fünfgeschossige Mietshaus in der Adalbertstraße wurde 1900/01 für den Bauunternehmer Johann Widmann errichtet, der zahlreiche Grundstücke in der Maxvorstadt besaß und gleichzeitig das Haus Nr. 51 erbaute. Die Häuser Nr. 49 und Nr. 51 haben die gleiche Fassadengliederung und Innenraumaufteilung. Der Hauseingang des fünfachsigen Gebäudes im Stil der Neurenaissance erfolgt mittig. Eine halb gewendelte Podesttreppe erschließt zwei Wohnungen je Stockwerk.